# Coryphantha jalpanensis
Coryphantha jalpanensis là một loài thực vật có hoa trong họ Cactaceae. Loài này được Buchenau mô tả khoa học đầu tiên năm 1965.